# Cráter de subsidencia

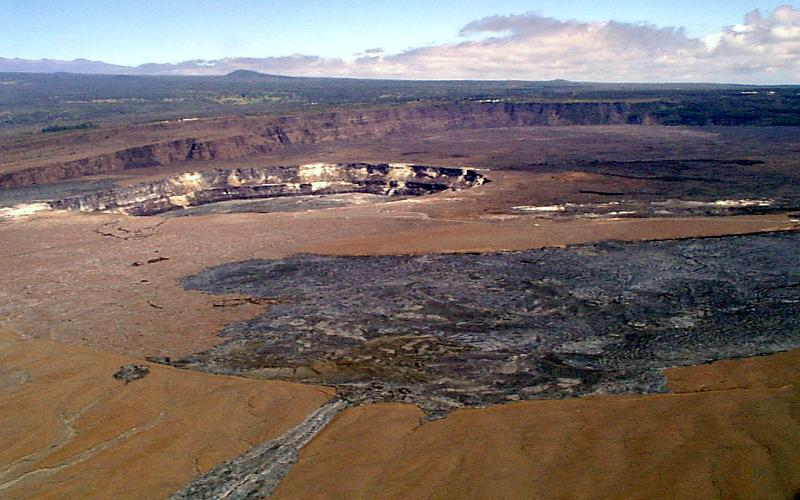
El volcán Kilauea con el cráter Halemaumau (Hawái)

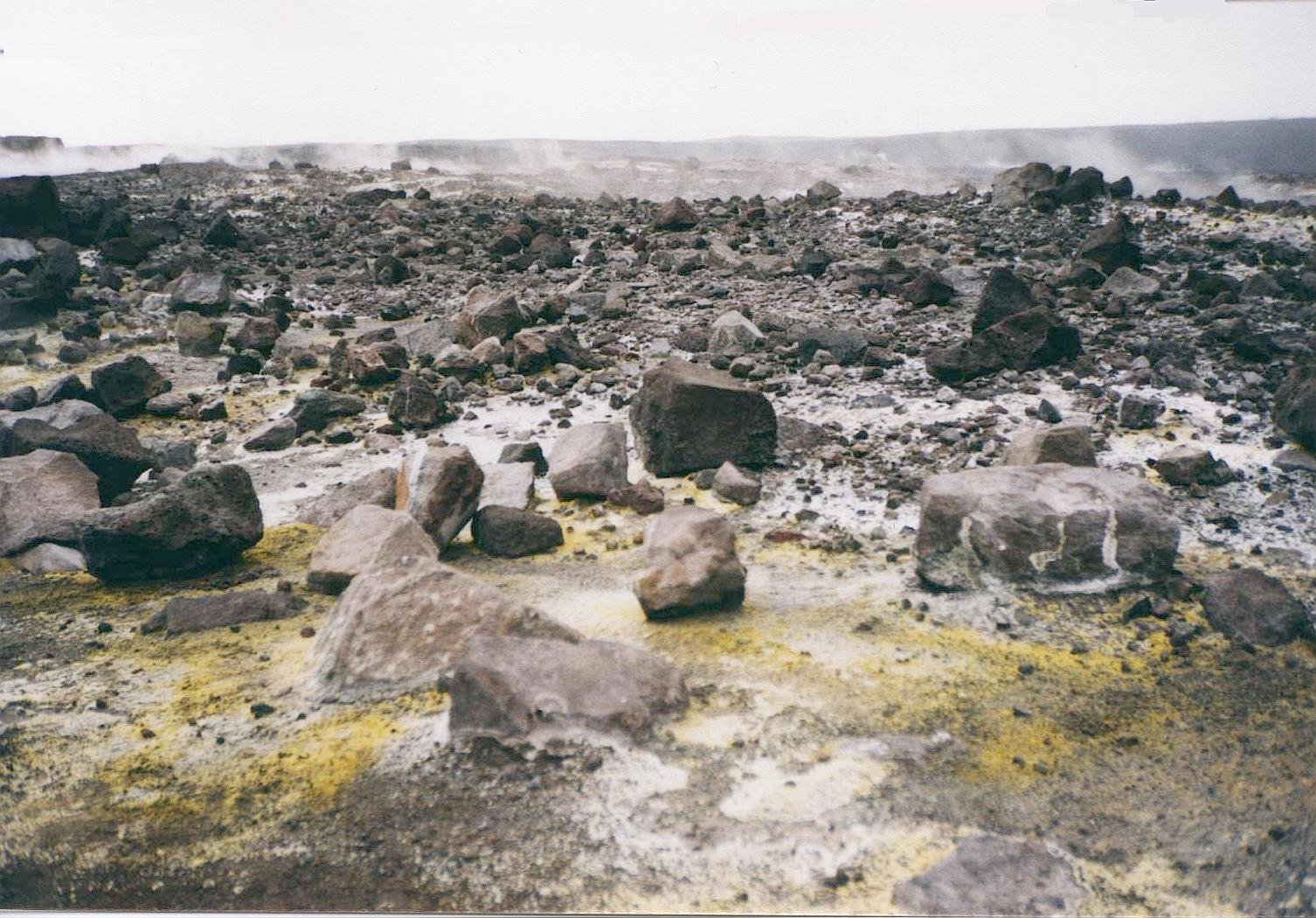
Vista del cráter Halemaumau

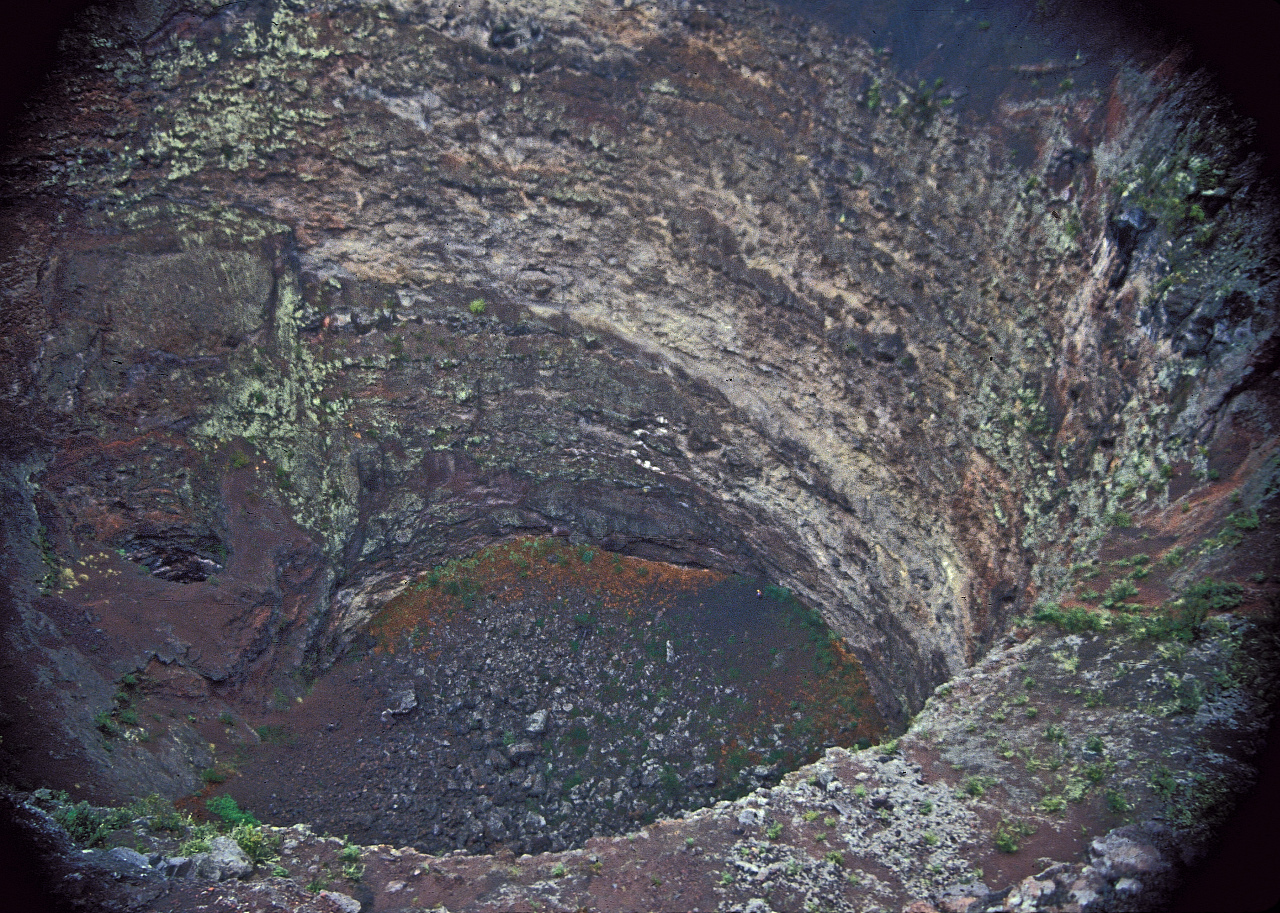
Cráter de hoyo en Hualalai (Hawái)

Un cráter de subsidencia, o de hundimiento o de colapso, también llamado cráter de hoyo o de pozo (del inglés: pit crater), es una depresión formada por el hundimiento o colapso de la superficie situada por encima de un vacío o cámara subterránea, en lugar de aparecer por la erupción de un volcán o de un respiradero de lava. Este tipo de cráteres se encuentran en Mercurio, Venus, la Tierra y Marte, así como en muchas lunas de sistemas solares terrestres.
Los cráteres de subsidencia se encuentran a menudo en una serie de cadenas alineadas o desplazadas, y en estos casos, el accidente se denomina cadena de cráteres de hoyo, que se distinguen de las catenae o cadena de cráteres (crater chain) por su origen. Cuando las paredes adyacentes entre hoyos de una cadena de cráteres de hoyo colapsan, se convierten en depresiones. En estos casos, los cráteres pueden fusionarse en una alineación lineal y se encuentran comúnmente a lo largo de estructuras extensas tales como fracturas, fisuras y graben. Los cráteres de hoyo generalmente carecen de un borde elevado, así como de los depósitos de material expulsado y flujos de lava que se asocian con los cráteres de impacto.  Los cráteres de hoyo se caracterizan por sus paredes verticales que están a menudo llenas de fisuras y conductos de ventilación. Por lo general tienen aberturas casi circulares.
A diferencia de los cráteres de impacto, estos cráteres no se forman a partir del choque de cuerpos o proyectiles procedentes del espacio. Más bien se pueden formar por la explosión hde lava de un volcán embotellado (la explosión deja una caldera superficial), o del techo sobre un espacio vacío que puede no ser lo suficientemente sólido como para evitar el colapso del material suprayacente. Un cráter de hoyo también puede resultar del colapso de tubos de lava, enjambres de diques, o cámaras magmática que colapsan bajo el peso del material suelto.
Un cráter de hoyo recién formado tiene lados empinados en voladizo y tiene la forma de un cono interior, creciendo en anchura cerca de la parte inferior. Con el tiempo los voladizos caen dentro y el cráter se rellena con taludes de los lados y el techo colapsados. Un cráter de hoyo de media edad es cilíndrico pero el borde seguirá colapsando, expandiéndose hacia afuera hasta que el cráter se asemeja a un embudo o sumidero, más estrecho en la parte inferior que en la parte superior.
Aunque los cráteres de hoyo y las calderas se forman a partir de procesos similares, el primer término se reserva generalmente para pequeños accidentes de una milla o menos de diámetro.  El término  "cráter de hoyo" (pit crater) fue acuñado por C. Wilkes en 1845 para describir los cráteres a lo largo de las zonas del Rift oriental de Hawái.
El archipiélago de las islas Hawái es conocido por sus volcanes y cráteres de hoyo. En 1868, un testigo vio como más de las dos terceras partes de la cuenca de Kilauea se desplomaban y se llenaban con un lago de lava. Este proceso ocurrió en varias ocasiones. El moderno escudo del Halema'uma'u Shield comenzó a crecer y luego se desplomó en un profundo hoyo en forma de embudo. Este hoyo se llenó de lava y durante 19 años continuó quemándose, llegando a ser conocido como el incendio del pozo hawaiano (Hawaiian Fire Pit). En 1924, el lago de lava se vació cuando las paredes del cráter colapsaron y se rompieron, llenñándose de agua que se convirtió en vapor. Después de una semana y media el Halema'uma'u se había ampliado y tenía 520 m de profundidad. Las rocas que fueron expulsadas lejos del cráter todavía se puede ver en el suelo de la caldera.
La garganta del Diablo es otro buen ejemplo hawaiano de un cráter de hoyo, sobre todo porque se ha podido observar en el tiempo su formación por colapso. Fue documentado por primera vez por Thomas Jaggar, que estimó que sus dimensiones eran de 15x75x10,5 m. En 1923, William Sinclair fue bajado a la garganta del Diablo con una cuerda. Encontró una cueva con forma de embudo invertido que se ampliaba cuando se acercaba a la parte inferior. Midió el cráter, con un suelo de unos 60 m  de diámetro y una profundidad de 78 m. La boca del cráter se abrió con el tiempo y en el año 2006 sus dimensiones ya eran de 50x42x49 m. Este crecimiento se explica observando las piezas desprendidas del techo en voladizo y que han caído en la parte inferior. Estos fragmentos se apilan gradualmente en el suelo del cráter, lo que reduce su profundidad.
El proceso también ocurre sobre la superficie de Marte y otros planetas terrestres. Accidentes semejantes a cráteres de hoyo se han observado en Mercurio.